# تپه دوش
تپه دوش در شهرستان خرم‌آباد، بخش دوره چگنی، دهستان تشکن، ۲۰۰ متری شمال غربی روستای دوش برآفتاب واقع شده و این اثر در تاریخ ۲۲ اسفند ۱۳۸۵ با شمارهٔ ثبت ۱۸۱۳۸ به‌عنوان یکی از آثار ملی ایران به ثبت رسیده است.